# Harold Hilton
Harold Horsfall Hilton, född 12 januari 1869 i West Kirby, Merseyside, död 1942 i Westcote, Gloucestershire, var en brittisk golfspelare. Han var en av golfhistoriens största amatörspelare.
1892 vann han The Open Championship på Muirfield och blev därmed den andra amatören som vann tävlingen. Det var första året som tävlingen spelades över 72 hål. Han vann igen 1897 på sin hemmaklubb Hoylake. De andra amatörerna som har vunnit The Open Championship är John Ball och Bobby Jones. 
Hilton vann även British Amateur Championship fyra gånger, bland annat 1911 då han blev den ende brittiske spelaren som vunnit de brittiska och amerikanska amatörmästerskapen samma år.
Han var liten till växten men han var teknisk och hade väldigt kraftfulla slag. Han klarade att slå bollen med backspin trots att inte wedgar fanns på den tiden.
Hilton var under en period redaktör för Golf Illustrated och han var den förste chefredaktören för Golf Monthly. Han skrev även golfböcker.

## Meriter

### Majorsegrar
- 1892 The Open Championship
- 1897 The Open Championship

### Övriga segrar
- 1900 British Amateur Championship
- 1901 British Amateur Championship
- 1911 British Amateur Championship, US Amateur
- 1913 British Amateur Championship